# Domingos Merino
Domingos Rafael Merino Mexuto (La Coruña, 21 de junio de 1939-Ib., 31 de enero de 2018) fue un político español, primer alcalde que tuvo la ciudad de La Coruña, España tras la aprobación de la constitución de 1978. También fue diputado en el parlamento de Galicia en varias legislaturas.

## Biografía
Nació en La Coruña el 21 de junio de 1939, y estudió en el colegio salesiano de esta ciudad. En los años 70 comenzó su carrera política en el PSG, encabezando la lista coruñesa de la coalición Unidade Galega para las elecciones municipales del 3 de abril de 1979. UG obtuvo 5 concejales, uno menos que el PSdeG-PSOE, pero fue elegido alcalde a cambio del apoyo de UG a los candidatos socialistas en Vigo y Ferrol. 
Se mantuvo en este puesto hasta marzo de 1981, dejando tras una moción de censura la alcaldía en manos de la UCD el 1 de abril. Tras la integración de UG en el BNG y el posterior abandono en 1983, el PSG se desintegró, liderando Merino la escisión que se fusionó en 1984 con Esquerda Galega en el PSG-EG. Llegó a ser secretario general de este partido y diputado en el parlamento gallego en la tercera legislatura desde octubre de 1991.
A principios de los años 90 se impulsó, en parte desde el PSG-EG, una joven formación también con el nombre de Unidade Galega, y tras los malos resultados en las elecciones generales y autonómicas de 1993, Merino se integró junto con esta formación en el BNG. Por el BNG fue de nuevo diputado en el parlamento gallego en la quinta y en la sexta legislatura. Desde 2005 ocupó el cargo de vicedefensor del Pueblo de Galicia.
Hay que mencionar también que, aparte de político, fue un muy buen ajedrecista. Sirva para determinar su nivel que en el Campeonato de Europa de 1970, disputado en Austria, derrotó a un importante jugador de la antigua yugoslavia: Albin Planinc. Por otra parte, José Sande, en "sandeajedrez.com" lo reseña como el Bobby Fischer gallego.
Por último, Domingos Merino fallece el 31 de enero de 2018 en su ciudad natal